# François Gaston de Béthune
François Gaston de Béthune, markis de Chabris, född 1638, död 1692, var en fransk diplomat.
Béthune ägnade sig åt den militära banan, där han nådde generallöjtnants rang, samt användes i diplomatiska beskickningar till Bayern och Polen, och blev slutligen ambassadör i Stockholm, där han efter några månader avled.